# Aculus hippocastani
Aculus hippocastani är en spindeldjursart som först beskrevs av Fockeu 1890.  Aculus hippocastani ingår i släktet Aculus, och familjen Eriophyidae. Arten är reproducerande i Sverige.